# عقد 200 ق م

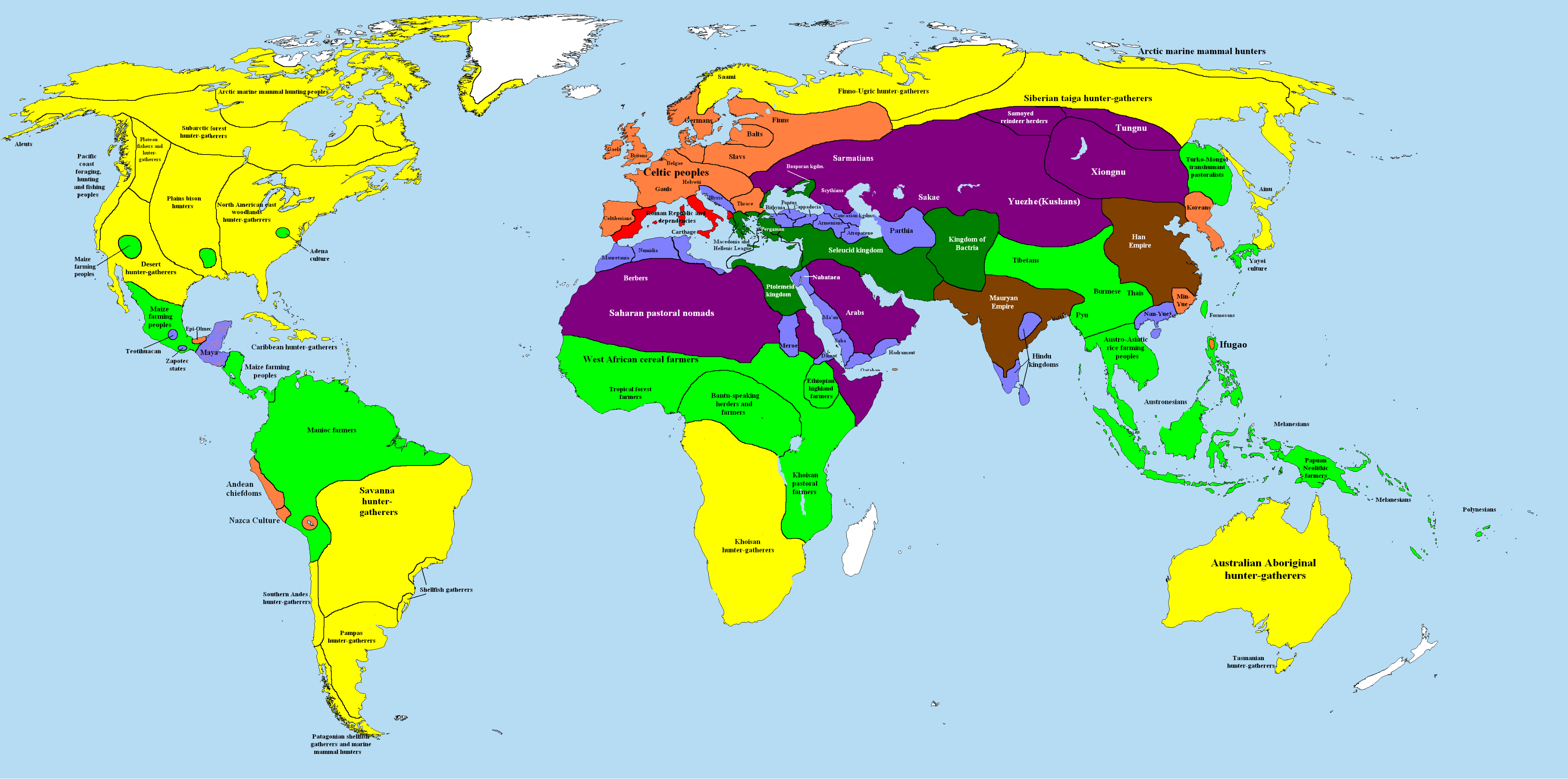
زمان قديم

عقد 200 ق م هو عقد امتد بين 31 ديسمبر 209 ق م و1 يناير 200 ق م بحسب التقويم اليولياني البروليبتي (التقويم الميلادي). سبقه عقد 210 ق م ولحقه عقد 190 ق م.

## أحداث

### 209 قبل الميلاد
- معركة قرطاجنة بين الرومان والقرطاجيين انتهت بهزيمة القرطاجيين.
- معركة كانوسيوم بين الرومان والقرطاجيين انتهت بهزيمة الرومان.

### 208 قبل الميلاد
- معركة بيكولا بين الرومان والقرطاجيين انتهت بهزيمة القرطاجيين.

### 207 قبل الميلاد
- معركة جرومنتيوم بين الرومان والقرطاجيين.
- معركة ميتوريوس بين الرومان والقرطاجيين انتهت بهزيمة القرطاجيين.

### 206 قبل الميلاد
- بداية حرب الأهلية تشو وهان في الصين بعد سقوط سلالة تشين.
- معركة إليبا بين الرومان والقرطاجيين انتهت بهزيمة القرطاجيين.

### 204 قبل الميلاد
- معركة كروتوني بين الرومان والقرطاجيين.

### 203 قبل الميلاد
- معركة السهول الكبرى بين الرومان والقرطاجيين انتهت بهزيمة القرطاجيين.
- معركة يوتيكا بين الرومان والقرطاجيين انتهت بهزيمة القرطاجيين.
- معركة سيرتا بين الرومان ونوميديين انتهت بهزيمة نوميديين.
- معركة وادي بو بين الرومان والقرطاجيين انتهت بهزيمة القرطاجيين.

### 202 قبل الميلاد
- نهاية حرب الأهلية تشو وهان في الصين.
- معركة زامة بين الرومان والقرطاجيين انتهت بهزيمة القرطاجيين.
- غاوزو هان يعلن نفسه الإمبراطور ويؤسس بذالك لحكم سلالة الهان.

### 201 قبل الميلاد
- نهاية الحرب البونيقية الثانية بانتصار روماني على قرطاج.

### 200 قبل الميلاد
- بداية حرب الحرب المقدونية الثانية بين مقدونيا، بقيادة فيليب الخامس المقدوني، وروما المتحالفة مع بيرغامون ورودس.

## مواليد
- الإمبراطور كايكا تاسع أباطرة اليابان.[5]
- بوليبيوس مؤرخ وسياسي يوناني.
- هيسباوسينز أول ملك لمملكة ميسان.

## وفيات
- صدربعل جيسكو قائد قرطاجي.
- ماركوس كلاوديوس مارسيليوس قائد وقنصل روماني.
- ماجو برقة قائد قرطاجي.
- صفنبعل ملكة نوميدية.
- فابيوس ماكسيموس قائد وسياسي روماني.
- لي سي سياسي صيني.
- صدربعل برقة
- تشين إير شي الإمبراطور الثاني لأسرة تشين الصينية.
- خريسيبوس فيلسوف إغريقي.
- تشين سان شي الإمبراطور والحاكم الثالث والأخير في أسرة تشين.
- بطليموس الرابع ملك مصر.
- ليفيوس أندرنيكوس كاتب مسرحي يوناني روماني وشاعر ملحمي للفترة اللاتينية القديمة.
- هانو الكبير قائد قرطاجي.
- آرسينوي الثالثة ملكة مصر.
- تيبيريوس لونجيوس قنصل وقائد روماني.

## كتب
- Yves Denis Papin (1998). Chronologie de l'histoire ancienne. Lieu de publication non identifié: Éditions Jean-paul Gisserot. ISBN:2-87747-346-5. OCLC:40746926. مؤرشف من الأصل في 2022-03-16.
- موسوعة حضارة العالم (2002) لأحمد محمد عوف.

## روابط خارجية
- تصفح سنة بسنة عقد 200 ق م على موقع onthisday.com
- تصفح سنة بسنة عقد 200 ق م ابتداءً من سنة عقد 200 ق م على موقع المكتبة الوطنية الفرنسية
- التسلسل الزمني للتاريخ الحربي قبل الميلاد على موسوعة التاريخ الحربي.